# Arbetarrörelsen

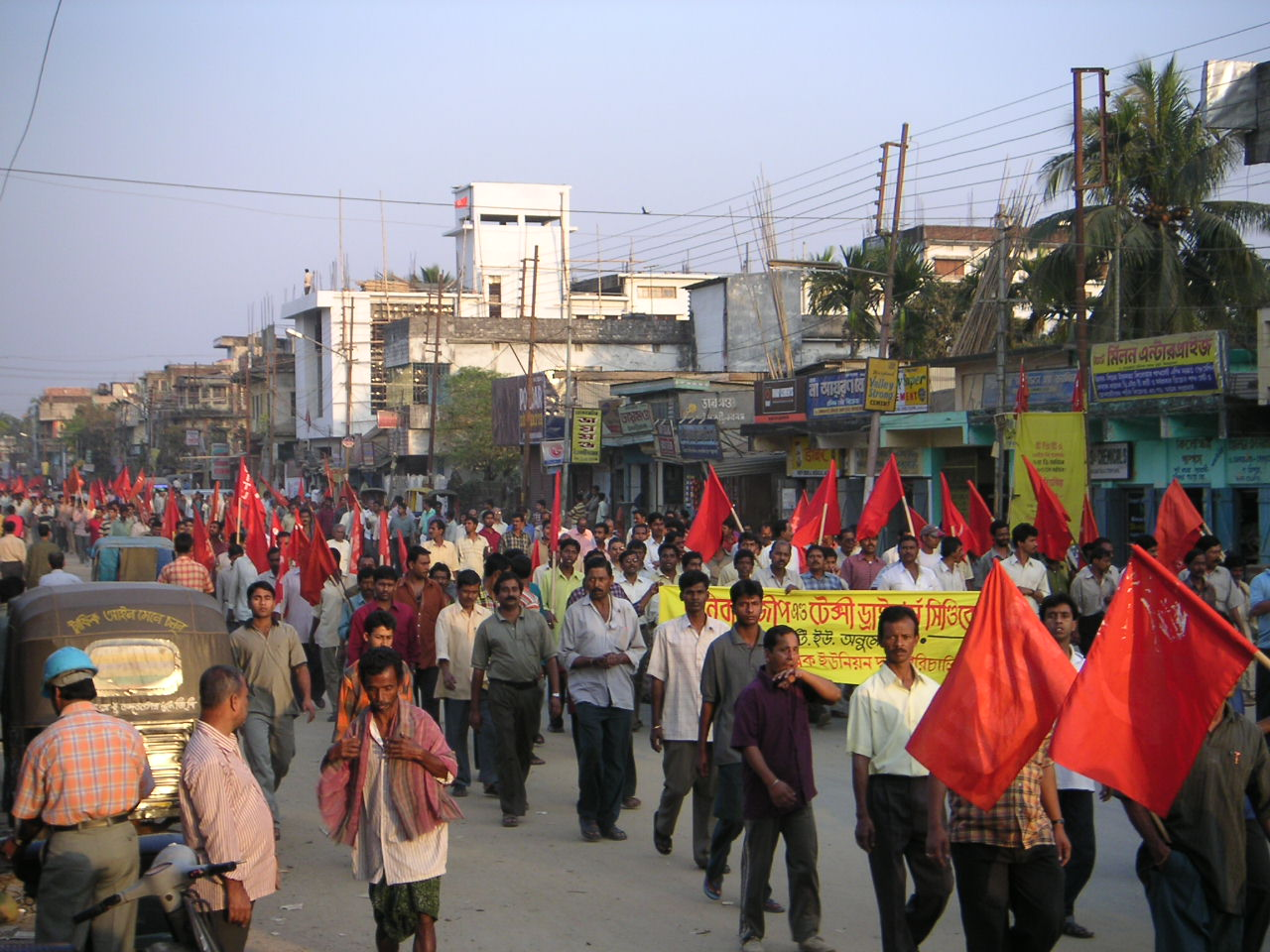
Arbetardemonstration i Indien, 2005.

Arbetarrörelsen är ett samlingsnamn för den folkrörelse som företräder arbetarklassen och samlar denna politiskt och fackligt. Arbetarrörelsen har främst uppkommit efter den industriella revolutionen, vilket gjorde att den först uppstod i Europa och sedan spreds allt eftersom industrialiseringen utvidgades.
Fackföreningar och massrörelser som organiseras av högerkrafter räknas normalt inte till arbetarrörelsen.

## Arbetarrörelsens historia

### Tidiga arbetarrörelser i Storbritannien

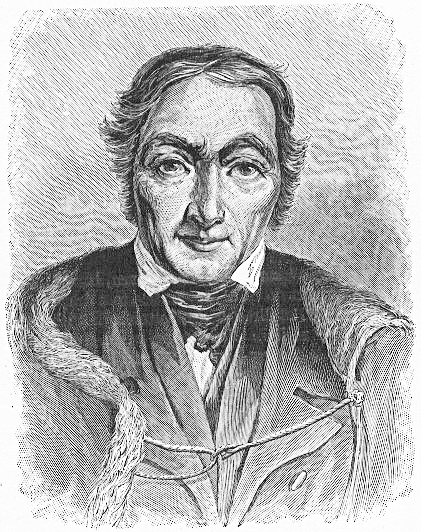
Robert Owen (1771–1858)

Arbetarrörelsen uppstod i och med den industriella revolutionen, som startade i Storbritannien ca år 1750. Industrialiseringen ledde till att produktionen förflyttades från verkstäder till fabriker där arbetarna blev anonyma inför produktionsprocessen. Många sålde det enda de hade, arbetskraften, till kapitalägare. Lönearbetande hantverkare blev bortrationaliserade i utbyte mot maskiner i fabrikerna. Det föranledde att vävare, spinnare och strumpstickare stormade fabriker och förstörde de maskiner som kunde producera så mycket mer än dem. Denna tidiga rörelse har fått namnet Luddism.
År 1799 förbjöds alla arbetarsammanslutningar i Storbritannien, eftersom man såg det som ett hot mot den fria konkurrensen. Men trots lagen bildades ett flertal mindre fackförbund, som dock fick arbeta i hemlighet. Fackförbunden förbjöds 1815 och kunde framträda och börja arbeta offentligt först år 1824 då förbudet mot fackföreningar upphävdes.
Ett flertal nya sammanslutningar bildades, främst inom gruv- och textilområdet. Även en del strejker sattes igång, men få lyckades. Lyftet för fackförbunden var bildandet av Grand National Consolidated Trades Union 1834. Initiativtagaren var industriägaren Robert Owen. Owen hade byggt upp sin textilfabrik i New Lanark efter sina egna idéer om arbetarnas sociala rättigheter, vilka han propagerade för i skrifter och brev. 1844 bildades det första konsumentkooperativet i Rochdale.
Owen fortsatte sina planer genom att köpa upp en hel by på landet i USA och driva den som ett antikapitalistiskt kollektiv. Byn kallades New Harmony och låg i Indiana. Försöket misslyckades dock. Owen lyckades emellertid få in den första arbetarlagstiftningen i Storbritannien, men hela Grand National Consolidated Trades Union sprängdes.
En ny rörelse bildades med krav på främst utvidgad rösträtt och sociala reformer. Rörelsen kom att kallas Chartism efter skriften The People's Charter som handlade om allmän rösträtt oavsett förmögenhet. Efter att tiotimmarsdagen infördes 1847 och spannmålslagen avskaffades, upphörde rörelsen. Många av dess anhängare blev sedan anhängare av Karl Marx och Internationalen.

### Tidig socialism
Den socialistiska rörelsens rötter går tillbaka till Franska revolutionen och Jean-Jacques Rousseau. I Frankrike började vid sekelskiftet till 1800-talet en rörelse växa, byggd på bland annat Rousseaus och dess ene ledare François-Noël Babeufs tankar om ett jämställt samhälle. Rörelsen kallade sig "De jämlika" och fick främst anhängare bland arbetare i städerna. Planerna på ett uppror avslöjades dock innan de hann starta. Babeuf och många därtill fängslades. Han och rörelsens andre ledare, Augustin Alexandre Darthé, avrättades och de övriga släpptes.

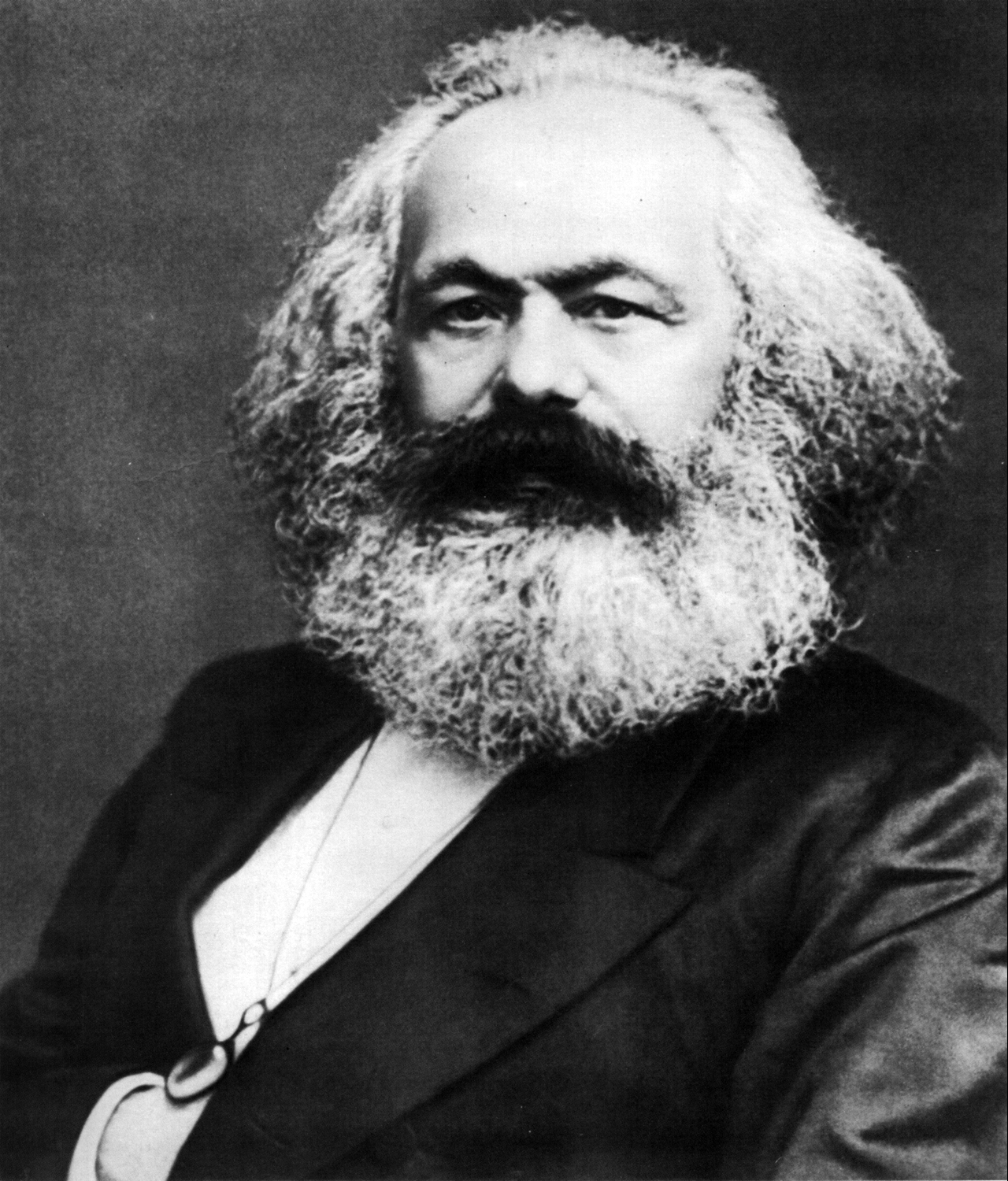
Karl Marx (1818–1883)

Den socialistiska kampen slocknade efter Babeufs död, inte förrän cirka 1830 kom den att börja växa igen. En del utopistiska socialister framträdde, bland dem Charles Fourier och Henri de Saint-Simon. Fourier var också den som namngav kommunismen.

### En ny socialism
I Tyskland hade arbetarna små möjligheter att yttra sig politiskt under 1830- och 1840-talen. Industrialismen hade inte riktigt slagit igenom som i Storbritannien och Frankrike. År 1833 bildades i Paris den första revolutionära tyska organisationen, efter fransk inspiration. Organisationen kom att kallas Kommunisternas förbund.
Det var också i Tyskland som socialismen skulle förändras och utvecklas. I Berlin hade en radikal grupp, kallad Unghegelianer, samlats runt filosofen Hegels tankar. Det var i denna grupp som studenten Karl Marx utvecklade sina tankar och vände från borgerlig unghegelian till socialist. Marx var främst inspirerad av Saint-Simon, Fourier, Owen och Babeuf. 

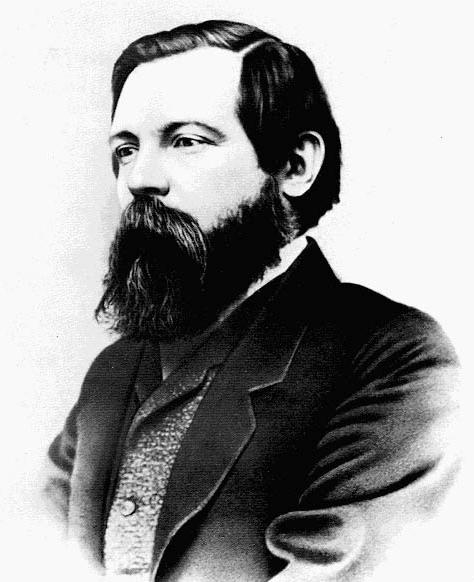
Friedrich Engels (1820–1895)

Det var i Paris 1844 som Marx träffade Friedrich Engels, en annan socialist. De båda kom i kontakt med det tyska Kommunisternas förbund. Tillsammans skrev de 1848 Det kommunistiska partiets manifest, åt organisationen. Manifestet kom att bli en skrift som mycket påverkade arbetarrörelsens ideologiska utveckling. 
År 1848 bröt även revolution ut i Frankrike. En revolutionsregering tillsattes, där ett fåtal socialister ingick. Men 1852 fick Napoleon III makten i Frankrike och regeringen sprack. Karl Marx och Friedrich Engels tvangs fly från Tyskland 1849 och bosatte sig istället i London. Ledare för den tyska arbetarrörelsen blev istället Ferdinand Lassalle. Lassalle och Marx var oense på ett antal av huvudpunkterna inom arbetarrörelsens ideologi. Lassalle var för behovet av en stat, vilken Marx ville avskaffa. Marx trodde även på fackföreningars betydelse vilket Lassalle såg som hopplös. 
Under början av 1850-talet stannade hela arbetarrörelsens framfart av, i och med goda konjunkturer och 1848-revolutionernas misslyckande. I Storbritannien uppstod bland fackkunniga arbetare en konservativ rörelse, New Model Unionism, som förespråkade städade förhandlingar. 

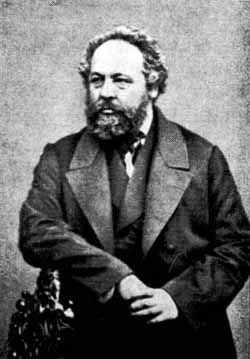
Michail Bakunin (1814–1876).

Fram till mitten av 1800-talet var det främst i Västeuropa som socialismen fått anhängare, om man bortser från de experiment som utförts i USA. Men ca 1850 började en rysk arbetarrörelse växa fram. Ledare var främst Alexander Herzen och Michail Bakunin. Rörelsen i Ryssland var dock ännu ingen folkrörelse utan främst förankrad i intellektuella kretsar.

### Första Internationalens uppgång och fall
Mot slutet av 1850-talet fick arbetarrörelsen ny vind i seglen efter en ekonomisk kris och en byggnadsarbetarstrejk i London 1859, under vilken man importerade strejkbrytare från kontinenten. De brittiska arbetarna blev sedan initiativtagare till den franska idén om ett internationellt samarbete inom arbetarrörelsen och grundade Första internationalen (International Working Men's Association) år 1864. Karl Marx fick i uppdrag att skriva stadgarna. Skriften inleds med de berömda citatet: Arbetarklassens frigörelse måste erövras av arbetarklassen själv. Internationalen skulle hålla en kongress varje år och ha ett generalråd med säte i London. Internationalens verksamhet blev dock mer symbolisk än reell. I och med att det fanns en internationell sammanslutning för arbetare stimulerade detta många. Dess effektivitet att ingripa var mindre, dock gav man stöd till strejker och kunde förhindra strejkbryteri effektivare och så vidare.
Men Internationalens skadades av inre stridigheter 1868 då Bakunin inträdde. Bakunin och Marx kom i ett motsatsförhållande både när det gäller personlighet och politiskt. Marx, som var den ledande personen i Internationalen, hade ringa makt och fortsatte sitt arbete med skriften Kapitalet. 
Ett krig mellan Frankrike och Tyskland bröt ut 1870. Kriget slutade i en katastrof för fransk del. Tyska trupper började snart belägra Paris, där arbetarnas hat mot styret växte. Socialistiska och anarkistiska rörelser växte med Internationalens hjälp. I början av 1870 började arbetare i Paris göra väpnat motstånd. När tyskarna intog staden växte missnöjet allt mer. Snart kunde arbetarna ta makten och Pariskommunen upprättades. Men kommunen kvävdes inom två månader. Pariskommunen blev aldrig något socialistiskt försök eftersom någon ledning fanns knappt. Kommunen var splittrad och man kunde inte få till någon administration. 
Med kommunens fall bröt även Första internationalen samman. Vid kongressen i Haag 1872 splittrades den för att 1876 i Philadelphia öppet medge sin upplösning, efter att Marx lyckats få huvudkontoret flyttat till New York så att inte anarkisterna skulle få makten över organisationen. Den anarkistiska rörelsen hade, efter Bakunins död 1876, fått en ny "ledare" i Pjotr Kropotkin.

### Gothaprogrammet och tiden efter första internationalen
Tiden från 1871 till första världskriget har kallats andra industriella revolutionen. Under denna tid ökade andelen industriarbetare. I Västeuropa ledde tekniska framsteg, bättre bostäder och nya social- och arbetslagar till bättre levnadsförhållanden. I Östeuropa var arbetarklassen fåtalig och geografiskt koncentrerad vilket gjorde att deras behov inte tillgodosågs; revolutionära stämningar uppstod i städerna. Efter första internationalens misslyckande började man bygga upp arbetarrörelsen igen med fackliga och politiska organisationer uppbyggda på nationell grund. Mot slutet av 1800-talet bildades socialdemokratiska partier i många europeiska länder. De anställda i stora byråkratiska apparat som arbetarrörelsen byggde upp under denna tid närmade sig allt mer medelklassens livsstil och blev mer reformistisk.
Efter den utvecklingen som följde på Pariskommunens fall, gick de två tyska partierna lassalleisterna och eisenacharna ihop. De sist nämnda var ett rent marxistiskt parti medan lassalleisterna hade Lassalles tankar som ideologi. Partiet grundades vid en konferens i staden Gotha 1875 och kallades Sozialistische Arbeiterpartei Deutschlands. Marx var mycket kritisk till detta och skrev en kritisk analys av partiets program, som senare av Engels döptes till Kritik av Gothaprogrammet. Men partiet fick ett antal antisocialistiska lagar emot sig, lagar främst skapade av Bismarck. Snart blev partiets rörelse olaglig förutom de representanter som fanns i riksdagen. Ledningen flyttade utomlands men fortsatte att skörda valframgångar, Bismarck fick se sitt försök misslyckas.
I Frankrike hade arbetarrörelsen blivit praktiskt krossad i och med Pariskommunens fall. En lag från 1872 gjorde det förbjudet att ingå i någon form av international. En av de ledande i återuppbyggandet var Jules Guesde som bildade ett franskt arbetarparti, Parti ouvrier français, efter tysk modell. Inom partiet fanns även Karl Marx svärson Paul Lafargue. Men enheten mellan arbetarna var kortvarig. Paul Brousse bildade snart ett annat arbetarparti samt Guesde reorganiserade sitt parti till ett nytt.
Det var främst anarkismen som växte bland de franska och spanska arbetarna. Centrum för rörelsen i Frankrike blev Lyon där tidskriften Le droit social började utkomma 1881. Men även denna rörelse hamnade i konflikt med myndigheterna och med en hel del fängelsedomar som följd. Den anarkistiska rörelsen hade likt den socialistiska inre splittringar. Främst mellan rena anarkister mot anarkokommunister.

### Andra Internationalen och en ny arbetarrörelse

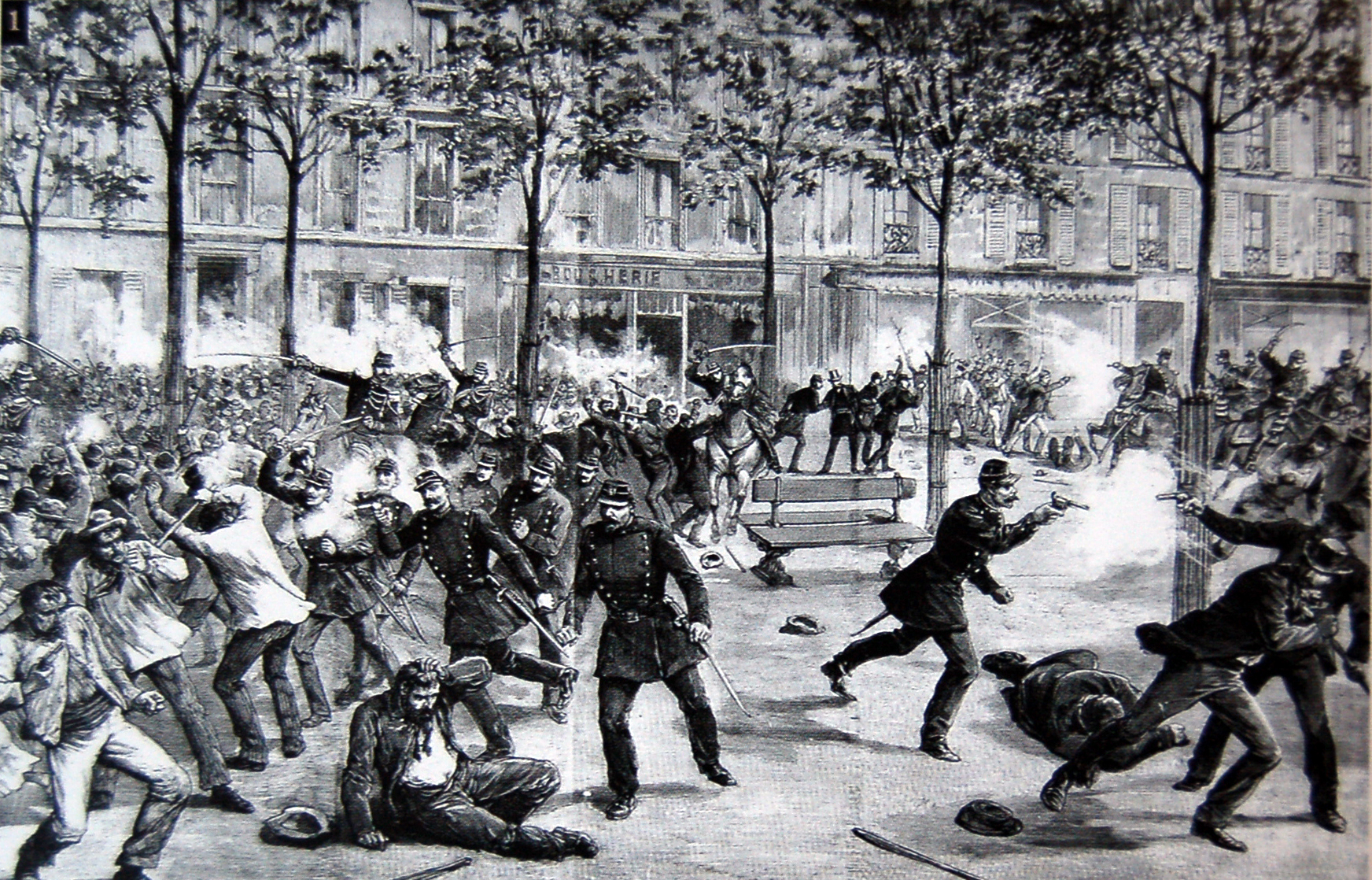
Första maj-demonstration i Paris 1891.

Den tyska arbetarrörelsen var den som klarade sig bäst efter Pariskommunens fall 1871. Även den franska arbetarrörelsen började växen under 1880-talet. Tankarna om återupprättandet av internationalen började mogna. Bildandet av Andra internationalen skedde i Paris 1889 av bland andra Wilhelm Liebknecht, August Bebel, Eduard Bernstein, Jules Guesde, Victor Adler och Keir Hardie. Denna International kom att få en betydande politisk roll fram till Första världskriget. Efter Haymarketmassakern 1 maj 1886 i Chicago, USA beslöt Andra internationalen att Första maj skulle vara Internationella arbetardagen 1889, och de första Första majdemonstrationerna ägde rum 1890.

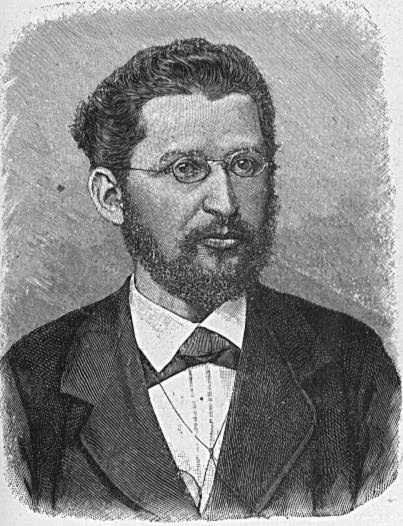
Eduard Bernstein (1850–1932).

I Tyskland, efter Bismarcks misslyckade försök att kväva rörelsen, började man istället försöka integrera socialister. Efter socialistlagens upplösande 1890 kunde socialdemokratin i Tyskland börja återuppbygga sin rörelse. Man hade sitt första möte två veckor efter lagens upplösning i Halle, och i Erfurt året därpå antogs ett nytt partiprogram, kallat Erfurtprogrammet, skrivet delvis av Karl Kautsky och klart marxistiskt. Detta program rensade ut de sista delarna av lassalleismen som funnits kvar sedan Ghotaprogrammet. Efter den hårda tiden under Bismarcks lagar var rörelsen sammansvetsad. Förutom själva partiet fanns också en kvinno- och en ungdomsrörelse. Den tyska rörelsen gav även ut flera tidskrifter bland vilka Die Neue Zeit (1883-1928) var den främsta. Mot slutet av 1800-talet började åter sprickor visa sig inom arbetarrörelsen i Tyskland. Det fanns dels Karl Kautsky och Georg von Vollmar i Bayern med flera som hade marxistiska tankar, men dels en alltmer framträdande person inom arbetarrörelsen, Eduard Bernstein som tog avstånd från många av Karl Marx idéer. Vid det socialdemokratiska partiets kongress i Hannover 1899 vände sig Kautsky mot Bernsteins uppfattning. Kautsky fick det mesta stödet vid kongressen, vilket han även fick i Dresden 1903. Men partiets reella politik var grundad på Bernsteins tankar, Bernstein som också var riksdagsledamot. Samma år, 1903, vann partiet ytterligare i antal röster i valet. Samtidigt utformades en vänsterflygel inom partiet. Denna främst ledd av Rosa Luxemburg och Karl Liebknecht. Efter Ryska revolutionen 1905 fick arbetarrörelserna i hela Europa vind i seglen. Under kongressen i Jena 1905 var August Bebel, partiets ledare, nära att starta en storstrejk. Men detta startade en stark motoffensiv från revisionisterna. Bebel avled 1913 och ett generationsskifte började inom partiet. Man fick dock svårt fram till och under Första världskriget.
I Frankrike fick arbetarrörelsen ett växande parlamentariskt inflytande från 1889. Men det ökande inflytandet ledde dock inte till en större enighet utan tvärtom. Rörelsen splittrades och ett nytt parti bildades med anarkistiska rötter. Men detta ledde inte till något större inflytande. Den syndikalistiska rörelsen, som arbetade inom det fackliga området, kunde istället vinna mark.
I Storbritannien dröjde det till år 1900 innan Labour Party bildades som de brittiska fackförbundens politiska organisation.

### Arbetarrörelsen under Första världskriget
Idealet om internationell solidaritet mellan arbetarna visade sig inte kunna stå emot de nationalistiska krafterna som levde upp under första världskriget. Staternas mobilisering för kriget medförde nedprioritering av de klassiska frågorna för arbetarrörelsen i de flesta länder, men samtidigt innebar kriget en ökad efterfrågan och mindre tillgång på arbetskraft vilket gynnade de arbetare som inte dragit ut i krig och innebar också en större möjlighet för kvinnorna att få tillgång till de klassiskt manliga industrijobben. Men trots de något förbättrade arbetsvillkor för många arbetare, så innebar första världskriget en tillbakagång och nationell splittring av arbetarrörelsen.

### Tredje internationalen (Kommunistiska internationalen)
Tredje internationalen, ofta kallad Komintern efter Kommunistiska internationalen, var en sammanslutning av kommunistiska partier i världen, där medlemspartierna utgjorde sektioner i ett världsomspännande kommunistparti. Internationalen bildades under ledning av Grigorij Zinovjev i Moskva 1919, och upplöstes av Josef Stalin 1943. Högkvarteret var placerat i Moskva, och den mest långvariga av dess ordförande var den bulgariske kommunisten Georgi Dimitrov.

### Socialdemokratisk välfärdspolitik i Västeuropa
Arbetarrörelsen fick ett stort inflytande i Västeuropa efter andra världskriget. Efter en valseger 1945 kunde Labour genomföra stora reformprogram i Storbritannien. 1951 rekonstruerades andra internationalen i Frankfurt som socialistinternationalen. Denna tog tydligt ställning för demokratisk socialism. De nordiska socialdemokraterna blev i och med sina långa maktinnehav förebilder för reformister Västeuropa; samtidigt blev arbetarrörelsen i södra Europa radikalare, men mer politisk isolerad.

## Arbetarrörelsen i världen

### Den europeiska arbetarrörelsen

#### Norden

##### Sverige
August Palm anses ha lagt grunden för den moderna svenska arbetarrörelsen. Den första stora frågan för arbetarrörelsen i Sverige var kravet på allmän och lika rösträtt. I Sverige har arbetarrörelsens politiska gren historiskt dominerats av Socialdemokraterna och Vänsterpartiet med närstående organisationer. Arbetarrörelsen i Sverige byggdes i nära kontakt med två andra folkrörelser, nämligen nykterhetsrörelsen och frikyrkorörelsen.
Den socialistiska rörelsen har många förgreningar. I Sverige har socialdemokratin alltid varit den dominerande kraften i arbetarrörelsen, följt av Vänsterpartiet. Inflytandet partierna inom arbetarrörelsen har varierat under olika decennier och fackförbund och organisationer inom arbetarrörelsen. I Sverige samarbetade socialdemokraterna med Sveriges Socialdemokratiska Vänsterparti (SSV) och liberalerna för att uppnå demokrati och allmän rösträtt. 
1921 bytte SSV namn till Sveriges kommunistiska parti, SKP. Organisationen var det parti och organisation som representerade den kommunistiska delen av svensk arbetarrörelse. Partiet har successivt ändrat politisk ideologi och position och under 1900-talet, från kommunism till demokratisk socialism. Dagens Vänsterpartiet är SKP:s efterföljare och ser sig själv som ett feministiskt och socialistiskt parti och därför också bytt namn. 
Organisationer utanför arbetarrörelsen, den yttersta vänstern i synnerhet, har alltid kännetecknats av splittring och stort antal partier och fraktioner har funnits under åren. 
År 2006 var följande socialistiska partier aktiva:
Riksdagspartier:
- Socialdemokratiska Arbetarepartiet: Socialdemokraterna fick det starkaste stödet från fackföreningen Metall då 62,7 procent uppgav att de röstade på partiet. Bland övriga LO-medlemmar röstade 54,4 procent på dem.[5] SSU är Socialdemokraternas ungdomsförbund sedan 1917.
- Vänsterpartiet: Enligt undersökning röstade bara 7,2 procent av metallarna på partiet. Motsvarande siffra för LO-medlemmarna var, enligt Sveriges Televisions valundersökning, 10,4 procent.[5]

Övriga partier:
- Arbetarpartiet, utbrytning ur Rättvisepartiet socialisterna.
- Kommunistiska Partiet, tidigare KPML(r).
- Rättvisepartiet Socialisterna, tidigare Arbetarförbundet Offensiv.
- Socialistiska Partiet, tidigare Kommunistiska Arbetarförbundet.
- Sveriges kommunistiska parti(före 1995: Arbetarpartiet Kommunisterna).

Den fackliga grenen:
- Landsorganisationen (LO): LO består av 14 medlemsförbund och grunder sig på demokratisk socialistisk ideologi. Dessa förbund organiserar arbetare inom både den privata och offentliga sektorn. LO har under sin historia samverkat med Socialdemokraterna, och till viss del även vänsterpartiet.
- Sveriges Arbetares Centralorganisation, är den syndikalistiska delen av svensk arbetarrörelse.

Större ungdomsförbund: 
- Sveriges socialdemokratiska ungdomsförbund (SSU)
- Ung Vänster
- Syndikalistiska Ungdomsförbundet (SUF)

Övriga grenar:
- Kooperativa Förbundet (KF)
- Arbetarnas bildningsförbund (ABF)
- Unga Örnar
- Arbetarrörelsens Arkiv och Bibliotek (Arbark)
- Folkets Hus och Parker
- Verdandi
- Fonus
- Arbetarnas Teaterförbund
- Riksbyggen
- HSB

I arbetarrörelsens barndom fanns det livaktig icke-socialistiska verksamhet, ofta med grundläggande liberala idéer och kopplad till väckelse- och nykterhetsrörelserna. Grenen undanträngdes i Sverige sedermera av de socialistiska grenarna, men är livaktig i stora delar av Västeuropa.
Arbetarrörelsen i Sverige har länge varit aktiv i massmedia, men med relativt måttlig framgång. Det stora debaclet var A-Pressens nedgång under 1980-talet (med konkurs 1991).

##### Danmark
År 1871 startade flera arbetarorganisationer i Danmark, bland annat Socialdemokraterne och Landsorganisationen i Danmark. 

##### Island
1916 grundades den fackliga samorganisationen Alþýðusamband Íslands. I Alltinget representeras arbetarrörelsen av den socialdemokratiska Samfylkingin och den miljöinriktade socialistiska Vinstrihreyfingin – grænt framboð. Många av nobelpristagaren Halldór Laxness böcker, bland annat Salka Valka och Sjálfstætt fólk har socialrealistiska drag.

##### Norge
I Norge är Det norske Arbeiderparti och dess systerorganisationer, bland andra Landsorganisasjonen i Norge och Norsk Folkehjelp de största aktiva arbetarrörelserna. 

#### Arbetarrörelsen i Centraleuropa

##### Ungern
Den första fackföreningen kom till på 1860-talet i det som är dagens Ungern, då en del av Österrike-Ungern. Men eftersom Ungern inte var så långt industrialiserade så var anslutningen till arbetarrörelsen liten. Under 1870-talet startades ett socialdemokratiskt parti i ledning av Viktor Külföldi och Leo Frankel. Rörelsen fick svårt att utvecklas då man under hela framväxten blev förföljda från regerings sida och 1896 bröt sig en bondegrupp ur partiet.
Efter krigsnederlaget 1918 växte arbetarrörelsen oerhört och i den nya republiken och socialdemokrater och liberaler delade på makten. Även ett kommunistiskt parti, Ungerns kommunistiska parti bildades under Béla Kun 1918. Partiet fick sådan stor uppslutning att Béla Kun fick makten 21 mars 1919 och bildade den Ungerska rådsrepubliken. Men rådsrepubliken störtades och en ny regering under den före detta sjöofficeren Miklós Horthy upprättades. Kommunistpartiet förbjöds efter maktskiftet, men socialdemokraterna kunde fortsätta under stark begränsning. 
I det första fria valet efter andra världskriget fick de socialdemokratiska och kommunistiska partierna ca 17% vardera, en sammanslagning av partierna gjordes 1948 och partiet, Ungerska arbetarpartiet, fick makten. Mátyás Rákosi blev ledare för landet och förde en starkt Stalininfluerad politik. Efter Stalins död utnämndes Imre Nagy till president. Samtidigt var Rákosi partiledare vilket ledde till strider inom partiet. År 1955 avsattes Nagy. I oktober 1956 utbröt ett uppror i Budapest och en ny regering under Imre Nagy bildades. Men upproret slogs ner brutalt av sovjetiska trupper efter en dryg vecka. 
Under 1960-talet fick bland annat fackföreningar större självständighet i Ungern samt små steg mot politisk debatt. Man fick igång ett mer marknadssocialistisk politiskt system än innan och levnadsstandarden blev till den högsta i Östblocket. 
Ett flerpartisystem infördes i Ungern 1989 och året därefter hålls det första fria valet. Idag finns det tre stora fackförbund i Ungern varav det största heter SZEF.

#### Arbetarrörelsen i Sydeuropa

##### Italien
Italiens arbetarrörelse hade sin storhetstid innan fascisternas maktövertagande och efter deras fall i slutet av andra världskriget. Efter andra världskriget var rörelsen stark och ingick i större folkliga rörelser som enades av sitt motstånd under kriget. Under efterkrigstiden motarbetade USA denna rörelse och tog ibland till extrema medel för detta ändamål; man återupplivade exempelvis den italienska maffian (som i stort sett hade försvunnit under fascisternas styre) för att knäcka strejker och andra åtgärder.

##### Spanien
Den första riktiga organiserade arbetarrörelsen i Spanien var under Spanska revolutionen 1868, med hjälp av Internationalen. Även en del anarkistiska organisationer dök upp, influerad av den Italienska rörelsen. 
Efter Pariskommunens nedgång flydde många aktivister ner till Spanien, bland annat Paul Lafargue som började försöka sprida hans tolkning av den marxistiska läran.
Spaniens första arbetarparti, Spanska socialistiska arbetarpartiet,  grundades av socialisten Pablo Iglesias 1879. Partiet ställde upp för första gången 1890 till val till riksdag och kommunala församlingar. Man erhöll den första riksdags mandatet 1910. 
Vid partiets kongress 1921 bröt sig nästan hälften av partiets medlemmar ur och bildade Spaniens kommunistiska parti. 
Under tiden fram till inbördeskriget hann arbetarrörelsen i Spanien bland annat göra en storstrejk 1908 mot kolonialkrigen samt strejker mot livsmedelsbristerna 1916-1917. När monarkin föll 1931 använde anordnade fackföreningarna strejker ut över landet.
När det Spanska inbördeskriget bröt ut 1936 mellan Republiken, som var socialister, kommunister och syndikalister med stöd av bland annat Sovjetunionen, och Nationalisterna som stöddes av Nazityskland och Benito Mussolinis Italien. Nationalisterna segrade och Francisco Franco blev landets president och Falangistpartiet blev det enda tillåtna. 
Under Franco upphörde all öppen arbetarrörelse i Spanien. Dock arbetade exil-spanjorer i Frankrike och underjordiska grupper mot regimen. Efter Francos död 1975 återinfördes monarkin och 1977 legaliserades de förut förbjudna partierna. Spanska socialistiska arbetarpartiet har sedan dess haft makten i landet först 1982–1996 samt nu från 2004.
Idag finns det flera olika fackförbund i Spanien varav det största är CCOO som tidigare stod under Spaniens kommunistiska parti, men är nu självständigt.

### Den amerikanska arbetarrörelsen

#### Den syd- och centralamerikanska arbetarrörelsen

##### Argentina

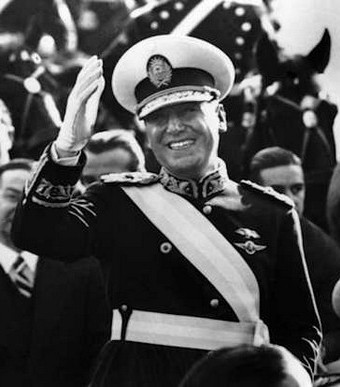
Juan Perón (1895–1974)

Argentina ses ofta som ett föregångsland när det gäller fackliga organisationer. Redan 1853 organiserade typografer sig i Buenos Aires. Men det var först en bit in på 1900-talet som industrialiseringen kom till landet. Arbetare började då, även de organisera sig i fackförbund. År 1930 grundades, främst av anarkister, CGT som var en landsomfattande fackorganisation. Senare utvecklades en intern strid vilket ledde till att anarkisterna bröt sig ur och startade en egen fackförening. CGT var inte den första landsomfattade organisationen men efter Juan Perón, först som arbetsminister från 1943 och sedan president över Argentina från 1946 växte CGT kraftigt. CGT blev då direkt styrd av Perón själv.
Under början av 1900-talet fanns det ett relativt starkt socialistiskt parti i Argentina. Men det försvagades kraftigt under 1930-talet och under Peronisttiden fanns få möjligheter. Efter Peróns fall 1955 kunde kommunister, med hjälp av militären, få en viss makt över facket. Men under 1960-talet tog Peronisterna tillbaka makten över fackförbunden.
Jorge Videla kunde år 1976 ta makten i Argentina och gjorde landet till en militärdiktatur. Militärdiktaturen föll 1981 och Raúl Alfonsín blev demokratiskt vald till president. År 2003 kunde den mer vänsterinriktade presidenten Néstor Kirchner väljas.

##### Brasilien
I Brasilien började industrialiseringen ännu senare än i Argentina, detta fick till följd att även arbetarrörelsen började senare. Den fackliga rörelsen började i Brasilien ta fart då Getúlio Vargas byggde en helt ny rörelse. I motsats till Argentinas Perón fanns det inga fackföreningar i Brasilien innan Vargas fick makten. Istället för en landsomfattande organisation skapade han flera, en i varje bransch. Även här fick staten central makt över facken. 
Efter Vargas självmord 1954 kunde inte facket förmå sig göra speciellt mycket. Men under 1960-talets första hälft blomstrade organisationerna. Men utvecklingen avbröts av militärkuppen 1964. Under denna militärdiktatur fick facket en ytterst svår situation. Men landet öppnade sig 1985 igen. Under tiden efter 1985 satt en rad liberala presidenter i Brasilien. Men 1995 fick det socialdemokratiska partiet makten och Fernando Henrique Cardoso blev president vilket han var fram till 2003. Ytterligare en socialistisk president valdes 2003, Luiz Inácio Lula da Silva som tidigare varit aktiv inom fackföreningsrörelsen.

##### Chile

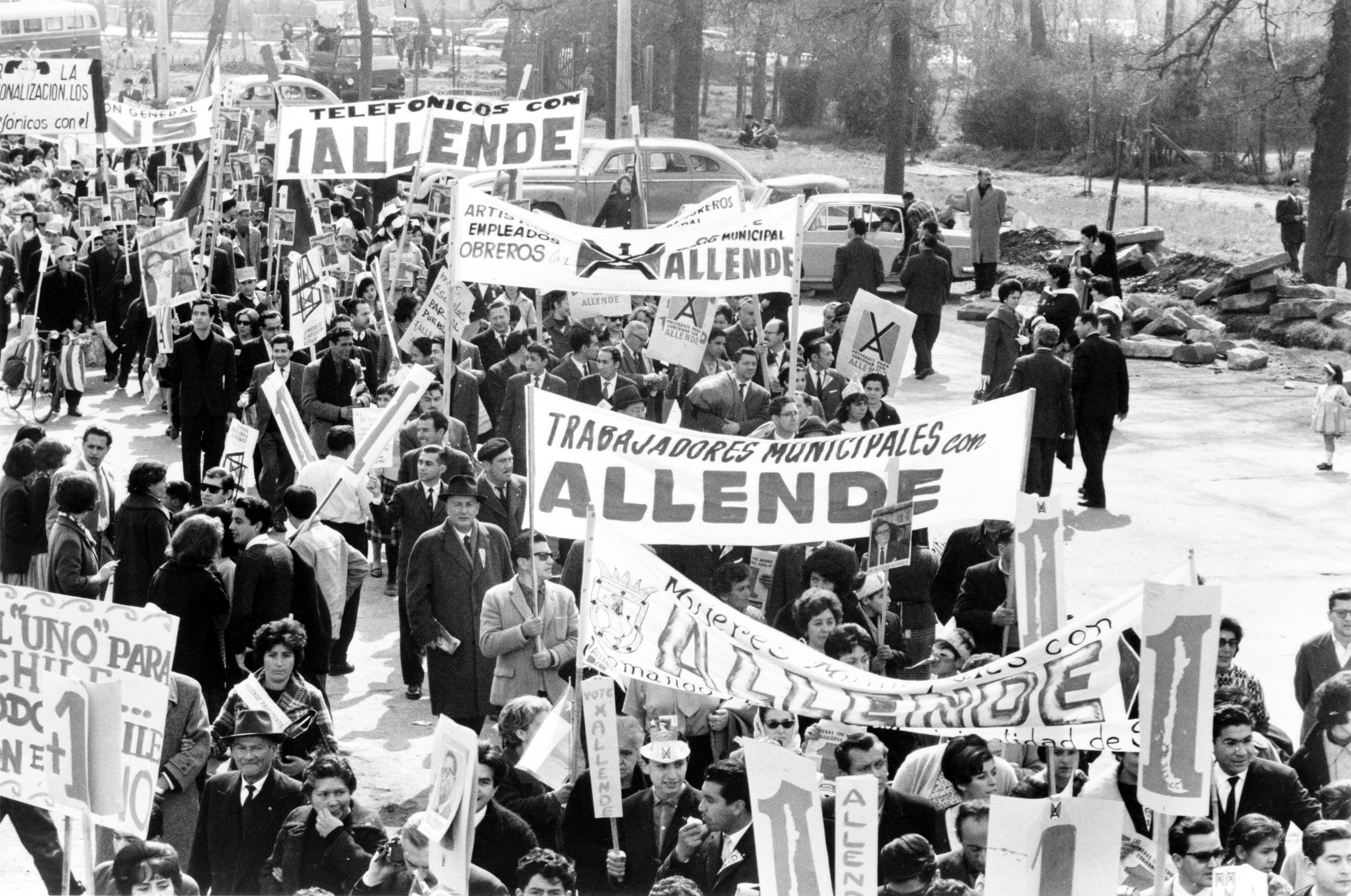
Människor ger sitt stöd till Salvador Allende, 1964.

Chiles arbetarrörelse har en relativt lång historia. Redan på slutet av 1800-talet började arbetarorganisationer födas. Chile fick sin första landsorganisation 1909. Organisationen anordnade ett flertal strejker som främst hade som mål att höja arbetarnas förhållanden. Men framgångarna var få. Även en del partier bildades men de kunde inte samverka med varandra. Vänsterpartier blev endera utkonkurrerade av högergrupper eller tvingades dra sig åt högern själva. Denna trend bröts då det kristdemokratiska mittenpartiet under Eduardo Frei Montalva fick makten 1964. Vänstergrupperna hade enat sig kring en presidentkandidat, Salvador Allende, som dock förlorade valet. Allende vann emellertid valet 1970 med Partido Socialista de Chile. Han tillträdde och satt som den förste marxist som demokratiskt blivit vald till president. Men Allende störtades 1973 av Augusto Pinochet och hans militärjunta. Det var inte förrän 1990 som diktatorn Pinochet själv kunde störtas, i ett fritt demokratiskt val. De tio åren efter militärjuntan styrdes Chile av kristdemokraterna. År 2000 blev Ricardo Lagos från socialistpartiet president och 2006 Michelle Bachelet från samma parti.

##### Kuba
Den kubanska arbetarrörelsen började komma, även den, under 1800-talets slut. Men riktigt genomslag fick den inte förrän på 1920-talet. Kuba fick sin första landsorganisation 1924 och sin andra 1927. År 1925 fick Gerardo Machado makten på Kuba, som snart förvandlades till en diktatur. Regimen fick det svårt efter världskrisen i början av 1930-talet. En generalstrejk bröt ut 1933 som tog hårt på regimen. Machado kontaktade ledarna och vädjade att avsluta, då han i gengäld skulle legalisera kommunistpartiet och landsorganisationerna. Men det blev inget av det så strejkerna fortsatte vilket ledde till Machados fall samma år. 

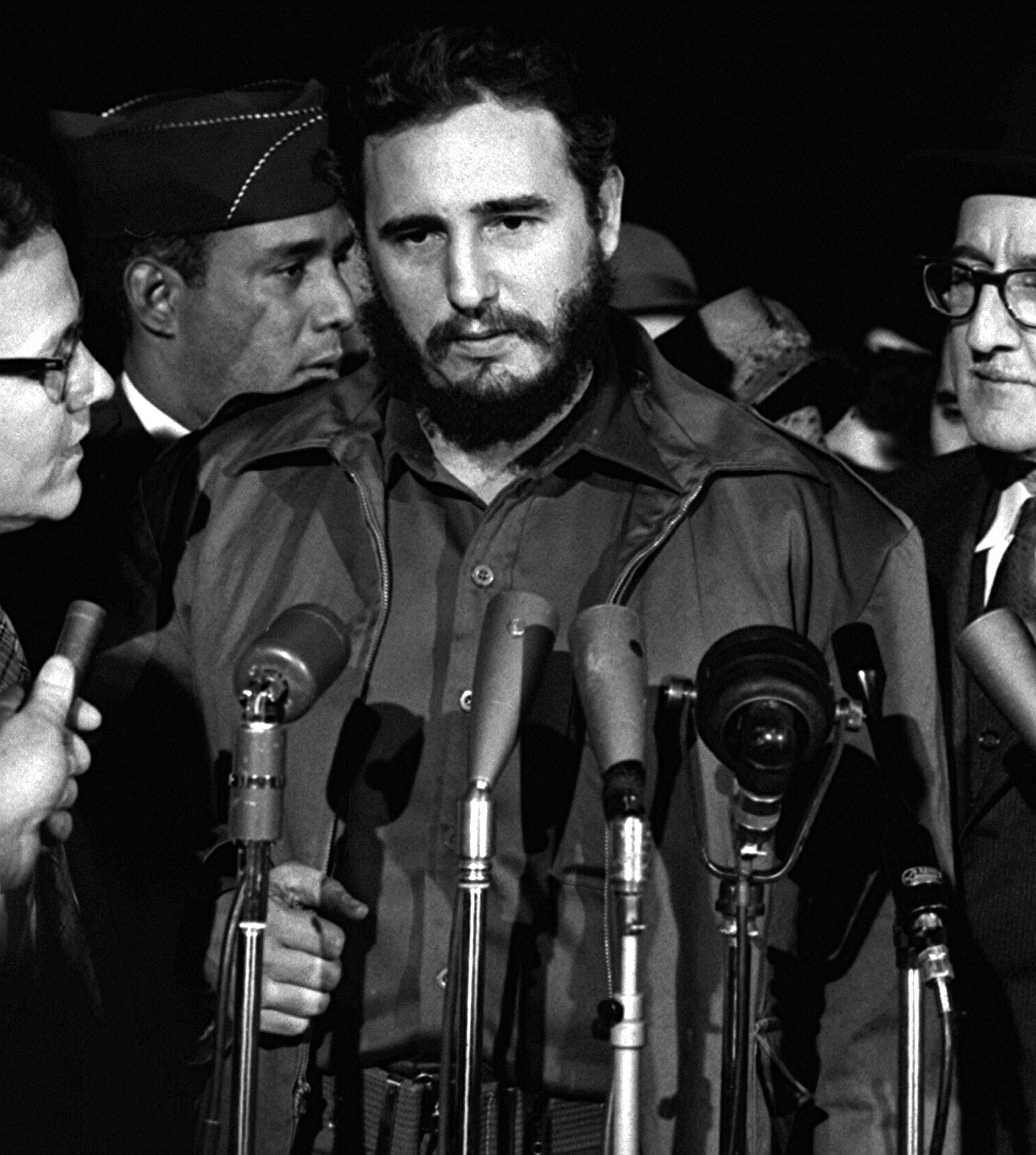
Fidel Castro (1926–2016), 1959.

Fulgencio Batista kunde 1933 ta makten över Kuba, men blev inte president förrän 1940. Batista byggde upp en fackföreningsrörelse med Perón i Argentina som förebild. År 1939 grundades Confederación de Trabajadores de Cuba (CTC) en landsorganisation över Kubas fackföreningar. I den hade dock kommunisterna majoriteten. 
År 1959 genomfördes den Kubanska revolutionen ledd av kommunisterna Fidel Castro och Che Guevara. Osvaldo Dorticós Torrado blev president, rollen togs över av Fidel Castro 1976. Kubas kommunistiska parti har sedan dess haft kontroll över CTC. Kuba fick efter revolutionen goda kontakter med Sovjetunionen, efter att USA genomfört en blockad mot landet. Castros styre har genomfört en hel del reformer som ökat arbetarnas standard. Men många är också kritiska mot Kuba och anser landet vara en odemokratisk stat.
Kuba fick stora ekonomiska bekymmer efter Sovjetunionens fall 1991. Men allt eftersom fler och fler länder i Latinamerika får socialistiska regeringar har detta problem minskat. Den 24 februari 2008 efterträdde Fidels bror Raul Castro honom som Kubas president.

##### Venezuela
1998 vann Hugo Chávez valet till presidentposten i Venezuela. Vänstersinnade latinamerikaner ser Hugo Chávez Venezuela som ett politiskt alternativ till kapitalism och nyliberalism. Själv använder Chàvez ofta uttrycket "2000-talets socialism" som beteckning för sin samhälleliga vision.

#### Den nordamerikanska arbetarrörelsen

##### USA

###### Industrial Workers of the World
Industrial Workers of the World (IWW eller Wobblies) är en internationell fackförening som grundades i juni 1905 och för närvarande har sitt huvudkvarter i Cincinnati, Ohio, USA. Vid sin topp 1923 hade föreningen fler än 100 000 medlemmar och hade runt 300 000 arbetare bakom sig. Antalet medlemmar sjönk dock kraftigt efter att organisationen splittrades 1924 på grund av interna konflikter och regeringars förtryck. Idag organiseras runt 2 000 medlemmar över hela världen. Att vara medlem i IWW kräver inte att man arbetar på en representerad arbetsplats, inte heller exkluderar det medlemskap i andra fackföreningar.

### Den asiatiska arbetarrörelsen

#### Nya Zeeland
Idag är den största fackliga organisationen i Nya Zeeland The New Zealand Council of Trade Unions (NZCTU) som är en nationell sammanslutning av fackförbund liknande svenska LO. De har måttliga 360 000 medlemmar, men bildades så sent som 1987 genom att man slog samman New Zealand Federation of Labour (NZFL) och Combined State Unions (CSU). De första fackföreningarna i Nya Zeeland bildades under 1860-talet.